# Kmart
Kmart公司（Kmart Corporation /ˈkeɪmɑːrt/ KAY-mart；也寫作kmart），译为凯马特，是美國的一家連鎖百貨公司，前身是於1899年開業、經營五分一角店的S. S. Kresge Corporation，1977年才改名為Kmart。
Kmart在1994年的高峰期在全球有2,486家門店，但隨後在2002年和2018年兩度宣佈破產。至2023年，美国本土仅剩2家门店。2024年10月20日，美国本土倒數第二家门店關門。

## 外部連結
- 官方网站（公司）
- 官方网站（在線商店）